# Luaniva
Luaniva est un îlot de Wallis-et-Futuna. Il est situé dans le lagon de Wallis et dépend du district de Hahake. 

## Origine

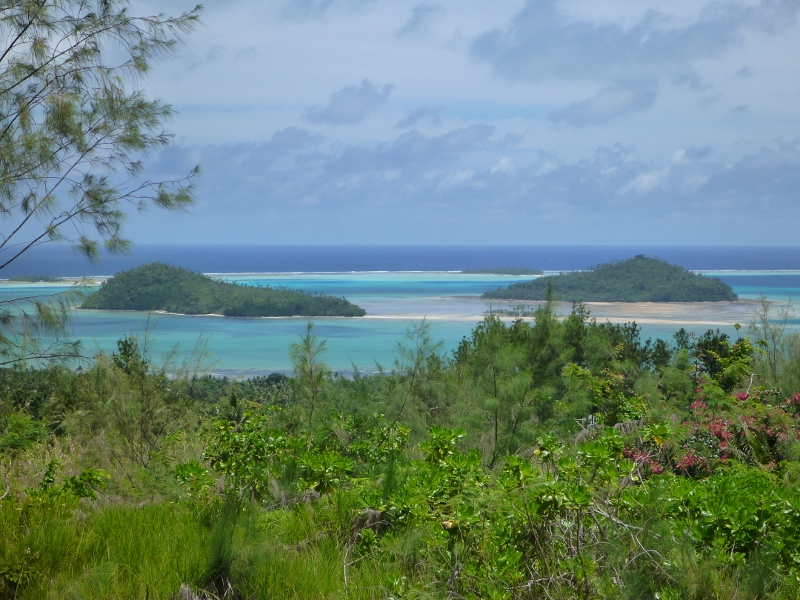
Luaniva (à gauche) et Fugalei (à droite) sont les deux principaux îlots de Hahake. Au premier plan (caché par la végétation), Tekaviki. En arrière-plan, Nukuhione.

### Géologie
Luaniva est, comme l'îlot voisin de Fugalei, un îlot volcanique issu de lave mantellique à gabbros.

### Tradition orale
D'après la tradition orale wallisienne recueillie par Edwin Burrows en 1932, l'îlot a été créé par Mohukele, un esprit résidant à Falaleu. Afin de créer des îlots au large de Mata Utu, il prend des rochers, et la nuit venue les traîne depuis Ahoa. Cependant, repéré par les esprits de Aka'aka et de Liku, Mohukele est pris de panique et lance ses pierres : elles deviennent alors les îlots Luaniva et Fugalei.